# Аґнешково (Куявсько-Поморське воєводство)
Аґнешково (пол. Agnieszkowo) — село в Польщі, у гміні Любранець Влоцлавського повіту Куявсько-Поморського воєводства.
Населення — 89 осіб (2011).
У 1975-1998 роках село належало до Влоцлавського воєводства.

## Демографія
Демографічна структура станом на 31 березня 2011 року:
|          | Загалом | Допрацездатний вік | Працездатний вік | Постпрацездатний вік |
| -------- | ------- | ------------------ | ---------------- | -------------------- |
| Чоловіки | 44      | 5                  | 32               | 7                    |
| Жінки    | 45      | 7                  | 26               | 12                   |
| Разом    | 89      | 12                 | 58               | 19                   |